# Resiliencia organizacional
La resiliencia organizacional es la adaptación del término resiliencia al enfoque gerencial - administrativo de la organización, unión de términos que crean un concepto relativamente nuevo. Este hace referencia a la habilidad que tienen las empresas para sobreponerse a circunstancias desfavorables, las cuales han generado cambios en su desarrollo habitual. 
En este sentido, distintos autores la definen desde diferentes enfoques.  

"La Resiliencia Organizacional es la capacidad de una organización de absorber choques e impactos profundos sin perder la capacidad de cumplir su misión”

. 

"Capacidad de reinventar dinámicamente los modelos de negocio y estrategias a medida que las circunstancias cambian"

.
La Asociación Americana de Psicología  reafirma esta visión: 

“La Resiliencia es el proceso de adaptación exitosa frente a la adversidad, el trauma, la tragedia, las amenazas o las fuentes significativas de estrés, tales como problemas familiares, o en las relaciones interpersonales, graves problemas de salud, así como situaciones de estrés a nivel laboral o financiero”

. 
En general, existe un consenso compartido sobre dos puntos clave: la resiliencia es considerada más bien como una habilidad o un proceso en lugar de un resultado, y es reconocida más bien como un proceso de adaptación en lugar de una característica estable. Es decir, con el término resiliencia se hace referencia a un proceso dinámico que abarca la adaptación positiva en entornos adversos y desfavorables. Condiciones imprescindibles para que dicho proceso se manifieste son la exposición a situaciones amenazantes o adversidades intensas y el logro de una adaptación positiva. Por lo tanto, para que se pueda hablar de organizaciones resilientes, las organizaciones deben estar sometidas a una amenaza o riesgo real. Entonces se puede considerar que sin conflicto no hay Resiliencia.
Investigaciones recientes han mostrado que algunas variables de tipo organizacional también tienen influencia en el desarrollo de la resiliencia, tal y como los recursos y las demandas laborales. 
En cuanto a los recursos laborales, definidos como aquellas condiciones del trabajo de tipo físico, social y/u organizacional que favorecen la consecución de las metas en cuanto estimulan el crecimiento y el desarrollo personal y profesional, el estudio demuestra que hay un efecto positivo entre los recursos laborales del equipo de tipo social, es decir clima de apoyo social y coordinación, y la resiliencia grupal.